# Thoracostoma steineri
Thoracostoma steineri är en rundmaskart som beskrevs av Heinrich Micoletzky 1922. Thoracostoma steineri ingår i släktet Thoracostoma och familjen Leptosomatidae. Inga underarter finns listade i Catalogue of Life.